# Gonomyia (Leiponeura) quadrifilaris
Gonomyia (Leiponeura) quadrifilaris is een tweevleugelige uit de familie steltmuggen (Limoniidae). De soort komt voor in het Afrotropisch gebied.